# 宋浚吉
宋浚吉（1606年12月28日—1672年12月2日），字明甫，號同春、同春堂，朝鲜王朝后期的文臣及政治家、作家、禮學者。朝鮮王朝后期的反清复明思想家的巨頭，东国十八贤之一。愼獨齋金集的门人。 （页面存档备份，存于）諡號文正。
他是宋时烈的親族與同门，朝鮮肅宗的繼妃仁顯王后的外祖父。